# Aeroportul Kwigillingok
Aeroportul Kwigillingok (IATA: KWK, ICAO: PAGG, FAA LID: GGV) este un aeroport din Alaska, Statele Unite ale Americii. Aeroportul a fost tranzitat în 2019 de 7.606 pasageri.
Situat la o altitudine de 5 m, aeroportul dispune de 1 pistă.

## Infrastructură

### Piste
Aeroportul dispune de o singură pistă. Pista 15/33 are dimensiunile 1.835 picioare × 40 picioare. 